# Karel Albert Rudolf Bosscha

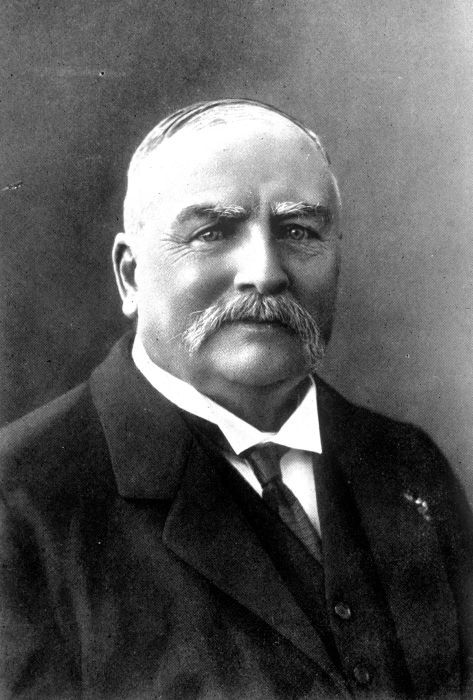
Karel Albert Rudolf Bosscha

Karel Albert Rudolf Bosscha, roepnaam Ru Bosscha, (Den Haag, 15 mei 1865 – Bandoeng, Java, 26 november 1928) was een Nederlandse hoofdadministrateur en theeplantage-eigenaar in het voormalige Nederlands-Indië. Als filantroop heeft hij veel betekend voor de ontwikkeling van dat land. 

## Levensloop
Bosscha was de zoon van Johannes Bosscha jr. en Paulina Emilia Kerkhoven. In 1887 vertrok hij naar Nederlands-Indië. Hij werkte vanaf 1895 als administrateur op de toen onlangs aangelegde theeplantage Malabar.
Hij vervulde vele maatschappelijke functies en stichtte in 1895 de Preanger Telefoonmaatschappij te Bandoeng, die in 1908 door de staat werd overgenomen.
Bosscha werkte mee aan de totstandkoming van een technische hogeschool, ziekenhuis, jaarbeurs en hbs in Bandoeng en een elektriciteitsmaatschappij. Het door hem en Kerkhoven gestichte Bosscha-observatorium was toen (1928) de grootste van het zuidelijk halfrond.
Naast zijn eredoctoraat aan de Technische Hogeschool te Bandoeng werd hij ridder in de Orde van de Nederlandse Leeuw en commandeur in de Orde van Oranje-Nassau.

## Werk

### Theeplantage Malabar
Bosscha werkte als administrateur op de toen zojuist aangelegde theeplantage Malabar van R.E. Kerkhoven, die hij tot grote bloei wist te brengen (het werd de grootste en meest rendabele van heel Nederlands-Indië), met een hoge kwaliteit.
Hij bouwde de 'Malabar-Verflensmachine' voor een betere bewerking van theebladeren. Hij bouwde voorts scholen en huizen voor zijn werknemers, hetgeen in die tijd ongebruikelijk was. Ofschoon hij nimmer gehuwd is geweest, heeft hij bij de vrouwen op de plantage voor talrijk nageslacht gezorgd, waarvan een groot deel bij de onafhankelijkheid naar Nederland ging.
De schrijver Louis Couperus schreef over hem: "Hij was een dynamische persoonlijkheid, opstandig, maar met een hart zo zacht als jonge theebladeren."

### Metrisch stelsel in Indonesië
Bosscha is verantwoordelijk voor de invoering in Indonesië van het metrieke stelsel, waarbij met hectaren (in plaats van Rijnlandsche roeden) werd gewerkt én met kilometers (in plaats van palen).

## Herdenking en eerbetoon

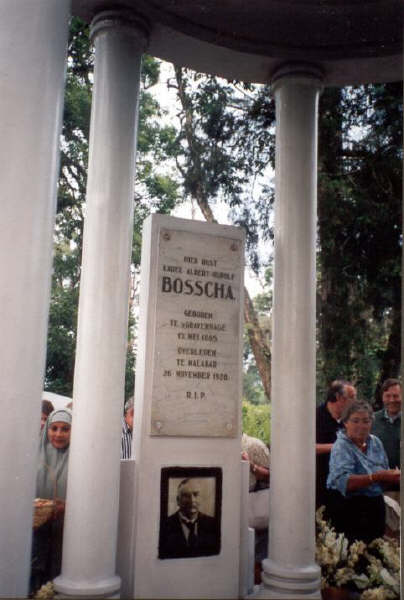
Graf van K.A.R. Bosscha in 1995

Bosscha werd op 20 december 1920 tot ereburger van Bandung benoemd en is dit nog steeds. Hij ligt begraven in een praalgraf op zijn plantage Malabar, dat door de staatsonderneming die het nu bezit onderhouden wordt. Hij liet bij zijn overlijden het grote bedrag van 50.000 gulden na aan de gemeente Bandoeng, om te besteden aan liefdadigheid. Om hem te herdenken, werd de Bosscha-medaille in het leven geroepen, die in 1932 voor het eerst zou worden uitgereikt.
Na de onafhankelijkheid van Indonesië vernoemde de gemeente Bandung een straat naar hem (de Jalan Bosscha) en besloot de gemeente Lembang de door hem gestichte sterrenwacht 'Bosscha' te blijven noemen. Er staat tevens bij de sterrenwacht een monument met zijn naam (K.A.R. Bosscha) en het jaartal 1923. 
Op 28 september 2007 werd de planetoïde (11431) Karelbosscha naar hem vernoemd. De planetoïde heeft een doorsnede van circa 5 km en draait tussen de planeten Mars en Jupiter, op een gemiddelde afstand van 471 miljoen km om de zon. Planetoïde (11431) Karelbosscha doet 5,58 jaar over een volledige omloop.